# Francisco Fajardo
Francisco Fajardo (isla de Margarita de la provincia homónima, ca. 1528 - Cumaná de la Provincia de Nueva Andalucía, 1564) fue un conquistador mestizo margariteño, colonizador de la zona norcentral de la actual Venezuela, en donde fundó varias poblaciones.
En 1555 emprendió la exploración y colonización de la región del caracas, desembarcando en Chuspa. Aunque se relacionó con los aborígenes de la costa, se retiró de vuelta a la isla de Margarita. Dos años más tarde, en 1557, regresó en compañía de su madre y cien vasallos guaiqueríes.

## Biografía hasta la fundación del hato de San Francisco
Francisco Fajardo nació hacia 1528 en la isla de Margarita, siendo el hijo mestizo del conquistador español Francisco Fajardo "el Viejo" quien fuera teniente gobernador de la isla de Margarita —en nombre de Isabel Manrique, propietaria interina de la isla—  y de la cacica isleña Isabel que era prima hermana del cacique Naiguatá, de la etnia guaiquerí, y nieta de Charaima, cacique del valle de Maya.
En 1560 Fajardo, el mestizo-conquistador, salió de El Tocuyo con gente y ganado para iniciar la conquista del centro y, ya en la costa, funda el pueblo de El Collado (Caraballeda). Desde allí abrió operaciones y estableció una ranchería en el valle del río Guaire, especie de hato con cuyo producto se sustentaban los conquistadores. Cerca de allí fundó más tarde el capitán Juan Rodríguez Suárez el pueblo de "San Francisco", germen de la ciudad que en 1567 funda Diego de Losada, con huestes y ganado tocuyano, con el nombre de "Santiago de León de Caracas", en el valle que luego, heredando el nombre de ese establecimiento, pasó a llamarse valle de San Francisco, valle de San Roque o bien valle de Cortes Richo —entre el cerro Carángano y la Fila de Palacios, en tierras de los aborígenes Teques.
La montaña citada es la que hoy ocupa el Fuerte Tiuna, en la margen izquierda del río El Valle de Caracas. Este poblado o caserío existió poco tiempo, dado que los indígenas se encargaron de acosarlo hasta que fue destruido.

## Fundador de la Villa de El Collado o primera Caraballeda
Fajardo fundó en la costa la Villa de El Collado en honor al gobernador Pablo Collado, que generosamente le había facilitado su gente y apoyo. Descubrió unas minas de oro en la zona, lo que fue causa de un conflicto con el gobernador Collado y otros conquistadores.
En el mismo pueblo de El Collado, Fajardo fue puesto preso por el capitán Pedro de Miranda, pues así lo había ordenado el gobernador, quien supuestamente pensaba que un mestizo no podía encargarse de una mina de vetas tan ricas.

## Teniente de gobernador de El Collado
Francisco Fajardo, después de defenderse de esta injusticia ante el gobernador en El Tocuyo, fue declarado inocente de los cargos y nombrado teniente de gobernador y justicia mayor de la Villa de El Collado, colocándosele como subalterno de Pedro de Miranda quien fuera teniente general de la Provincia de Venezuela. Regresa al hato a San Francisco y descubre unas minas de oro en tierra de los indios teques; enterado el gobernador, lo reemplaza con Pedro Miranda, dejándole el cargo de justicia mayor de El Collado. Comienza Miranda a explotar las minas, pero poco después las abandona  apresuradamente en una piragua, rumbo a Borburata, huyendo de los ataques del cacique Guaicaipuro. 
En sustitución de Pedro de Miranda llegó el capitán Juan Rodríguez Suárez, nuevo teniente de gobernador general de El Tocuyo, quien le envió un mensajero a Francisco Fajardo, donde le pedía se prestaran mutua ayuda; pero en escaramuzas con los indios por el asunto de la mina de oro, Rodríguez Suárez perdió en la refriega sus dos hijos pequeños, y también mucha tropa y ganado, por lo que resolvió irse al pueblo de El Collado, buscando la ayuda de Fajardo en compañía de dos infantes. 
En 1561, al enterarse de la cercanía de los desmanes de Lope de Aguirre y sus marañones en la isla Margarita, en donde habían entrado mediante engaños, Fajardo se dirigió allí con un ejército, logrando ahuyentarlos, aunque no capturarlos. En el año de 1562, de vuelta en tierra firme, Francisco Fajardo ante la belicosidad de los naturales, construyó un fuerte de madera en El Collado, para resistir los ataques de Guaicaipuro y Guaimacuare, quienes no le daban tregua. Después de perder mucha gente embarcó a los pobladores en varias piraguas, dirigiéndose unos para Borburata, y Fajardo con el mayor contingente, a Margarita. De esta forma quedó despoblada la Villa de El Collado, y permanecería así durante cinco años.

### Fallecimiento
De nuevo vuelve al centro en 1564, desde donde se dirigió a Cumaná. Allí es sometido a prisión por orden del justicia mayor Alonso Cobos, ahorcado y cortado en cuartos sin respetar sus derechos más elementales. En razón de ello, los guaiqueríes de Margarita atravesaron el mar en sus canoas, tomaron Cumaná y apresaron a Cobos, llevándolo a la isla y entregándolo a las autoridades bajo denuncia de abuso. A diferencia de Fajardo, Cobos fue juzgado de acuerdo a Derecho por la Real Audiencia de Santo Domingo, siendo rigurosamente condenado a muerte.